# طاطية
طاطية قرية سوريّة تتبع إداريّاً لمحافظة حلب منطقة أعزاز ناحية مركز أعزاز، بلغ تعداد سكانها 76 نسمة حسب التعداد السكاني لعام 2004.